# Balanophyllia cedrosensis
Balanophyllia cedrosensis är en korallart som beskrevs av John Wyatt Durham 1947. Balanophyllia cedrosensis ingår i släktet Balanophyllia och familjen Dendrophylliidae. Inga underarter finns listade i Catalogue of Life.